# Akáki (ort)
Akáki är en ort i Cypern.   Den ligger i distriktet Eparchía Lefkosías, i den centrala delen av landet, 22 km väster om huvudstaden Nicosia. Akáki ligger 209 meter över havet och antalet invånare är 2 769. Den ligger på ön Cypern.
Terrängen runt Akáki är huvudsakligen platt, men söderut är den kuperad. Terrängen runt Akáki sluttar norrut.Trakten runt Akáki är ganska glesbefolkad, med 39 invånare per kvadratkilometer. Närmaste större samhälle är Mórfou, 14,3 km nordväst om Akáki. Trakten runt Akáki är i huvudsak ett öppet busklandskap.
Årsmedeltemperaturen i trakten är 21 °C. Den varmaste månaden är juli, då medeltemperaturen är 34 °C, och den kallaste är januari, med 8 °C. Genomsnittlig årsnederbörd är 474 millimeter. Den regnigaste månaden är december, med i genomsnitt 108 mm nederbörd, och den torraste är augusti, med 1 mm nederbörd.